# Episodi di Pazza famiglia (prima stagione)
La prima stagione della serie televisiva Pazza famiglia è andata un'onda su Rai Uno dal 5 al 26 febbraio 1995.
| nº | Titolo                    | Prima TV         |
| -- | ------------------------- | ---------------- |
| 1  | Bentornato!               | 5 febbraio 1995  |
| 2  | Proviamo a riprovare?     | 5 febbraio 1995  |
| 3  | La prima volta di Valeria | 12 febbraio 1995 |
| 4  | L'ospite è sacro ma...    | 12 febbraio 1995 |
| 5  | Stessa pasta              | 19 febbraio 1995 |
| 6  | Falso allarme             | 19 febbraio 1995 |
| 7  | Tilt!                     | 26 febbraio 1995 |
| 8  | Buon anno                 | 26 febbraio 1995 |